# Malcolm Keen
Pour les articles homonymes, voir Keen.
Malcolm Keen (Bristol, 8 août 1887 - 30 janvier 1970) est un acteur britannique. 
Il collabora avec Alfred Hitchcock sur plusieurs films muets, dont The Lodger, The Mountain Eagle et The Manxman. Il était habitué des rôles de personnages de la haute société, comme des seigneurs, des professeurs ou des intellectuels. Il débuta en 1916 dans le film Jimmy, d'Albert Victor Bramble et Eliot Stannard, où il interprétait le rôle du docteur Stoneham.
Malcolm Keen était le père de l'acteur défunt Geoffrey Keen (1916 - 2005).

## Filmographie partielle
- 1922 : A Bill of Divorcement de Denison Clift
- 1931 : 77 Park Lane d'Albert de Courville : Sherringham
- 1951 : La Mère du marié (The Mating Season), de Mitchell Leisen : Mr Owen Williamson
- 1951 : Dick Turpin, bandit gentilhomme (Dick Turpin's Ride) de Ralph Murphy
- 1953 : Échec au roi (Rob Roy, the Highland Rogue), de Harold French : Duc de Marlborough
- 1960 : Macbeth, de George Schaefer (TV) : Duncan
- 1961 : François d'Assise de Michael Curtiz